# Uca crenulata
Uca crenulata är en kräftdjursart som först beskrevs av William Neale Lockington 1877.  Uca crenulata ingår i släktet vinkarkrabbor, och familjen Ocypodidae. Inga underarter finns listade i Catalogue of Life.